# 아편

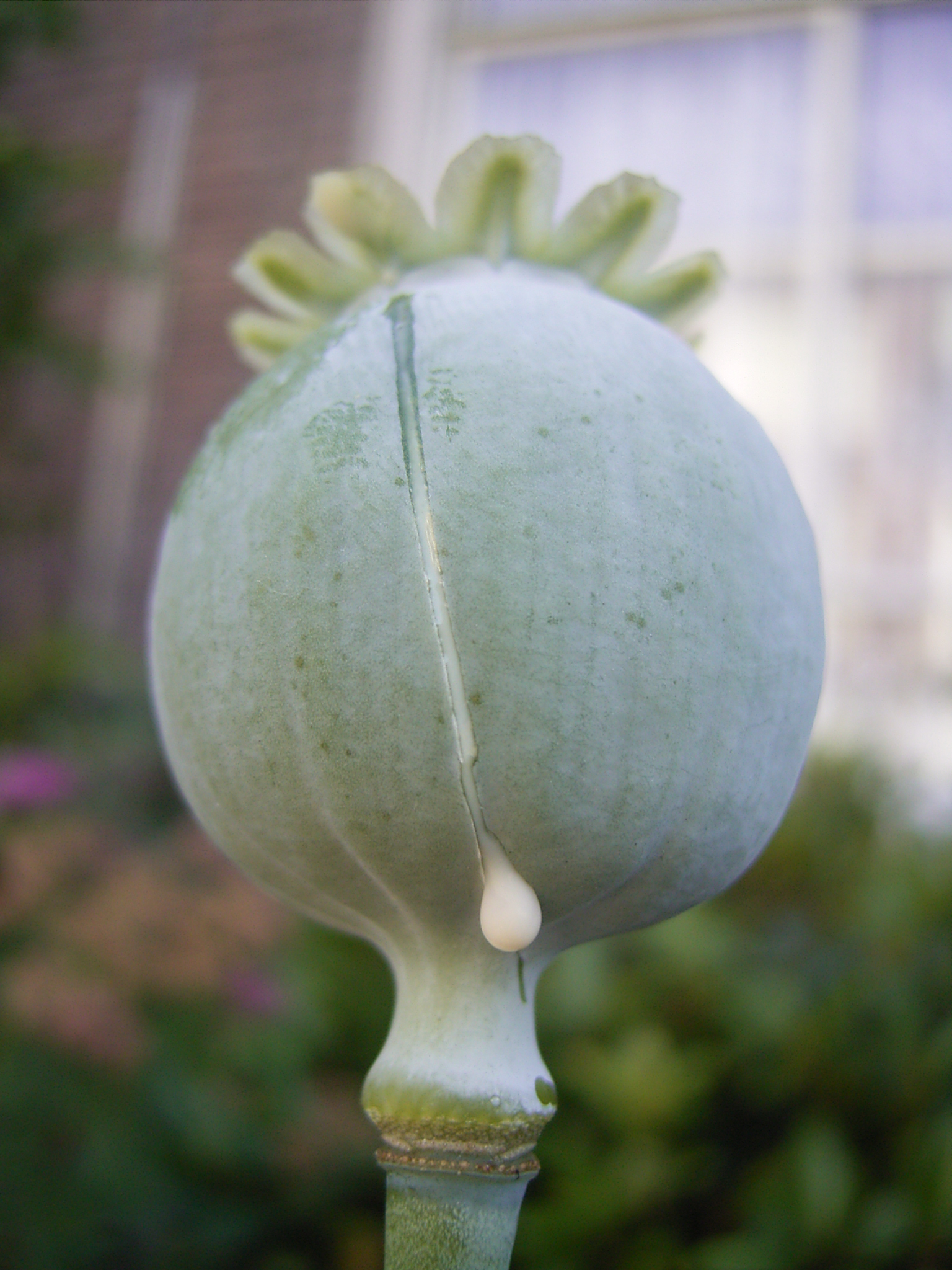
양귀비에서 흘러내리는 유액

아편(鴉片, 영어: Opium)은 양귀비의 덜 익은 꼬투리에서 유액을 말려 채취한 마약의 일종으로 특이한 냄새가 나며 강력한 쓴맛이 난다. 아편은 불법 마약 유통을 위해 만드는 헤로인을 화학적으로 만드는데 필요한 모르핀을 12% 정도 함유하고 있다. 또한 유액에는 코데인과 파파베린, 테바인, 노스카파인 등이 함유되어 있다. 전통적인 채취 방법은 덜익은 꼬투리를 긁어서 상처를 내어 유액을 채취하는 것이다. 이 유액이 말라서 끈적한 황색 잔존물이 생기면, 나중에 긁어서 떼어낸다. 현대적인 공정은 익은 아편양귀비를 기계로 가공하는 것이다.

## 역사

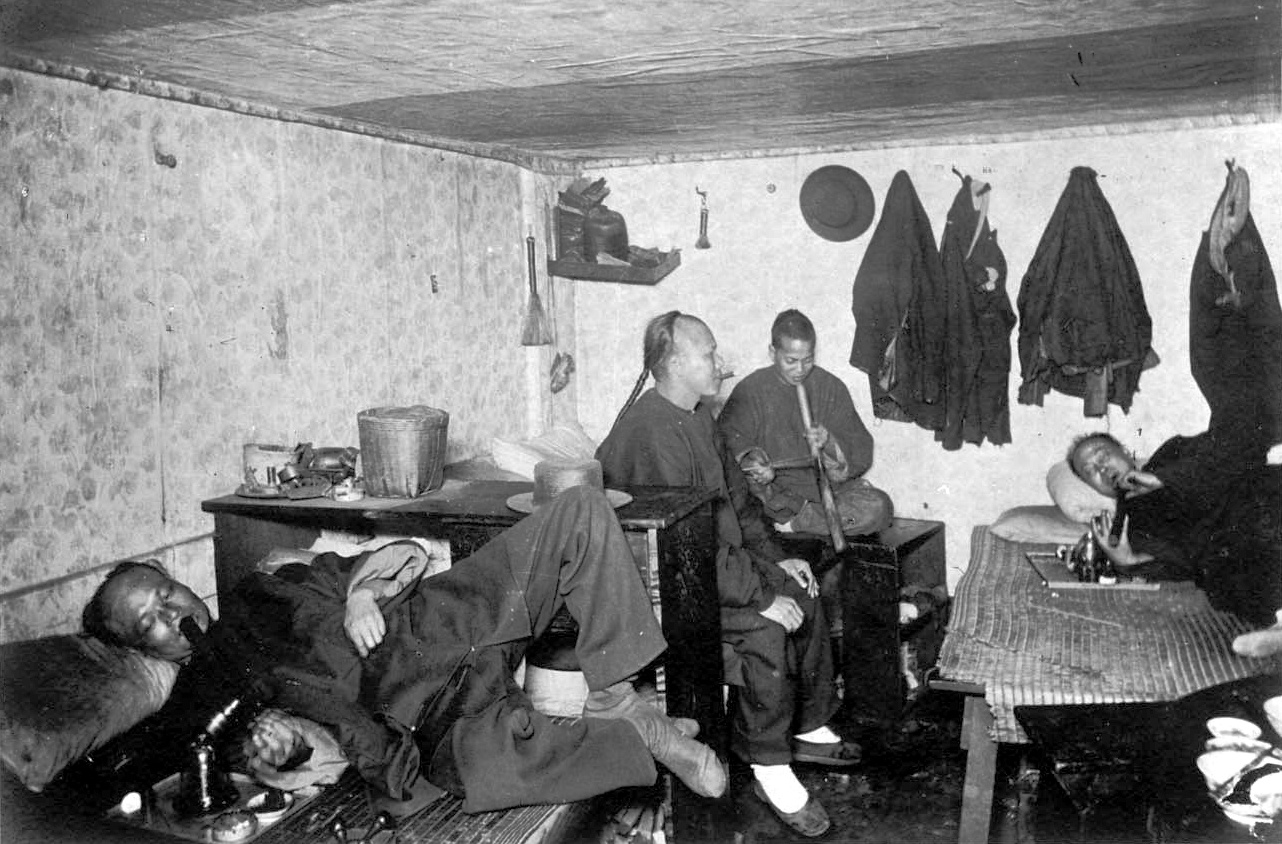
1890년경의 아편굴.

아편은 매우 오래전부터 그 존재가 알려져 있다. 기원전 3400년경 메소포타미아에서 양귀비를 재배했었다고 추측하며, 기원전 3000년경 작성으로 보이는 이란에서 발견한 석판은 수메르인 유액 채취를 기술하고 있다. 기원전 2000년경 유럽과 중동, 중앙 아프리카에 양귀비 재배가 전해졌다. 기원전 1500년경 이집트에서 아편 생산했었다는 파피루스 문헌을 발견했다. 문헌에 따르면, 아편은 당시 이집트에서 진통제 등 약제로 사용했었다. 메트로폴리탄 미술관의 앗시리안 릴리프 갤러리에 있는 아슈르 나시르팔 2세 궁전에 있던 기원전 879년에 만든 부조의 날개달린 신수는 양귀비 미숙과 뭉치를 나르고 있다.
기원전 300년 무렵 그리스의 철학자 테오프라스토스의 저서에 아편을 설명하고 있다. 그리스 신화에서 아편 발견자는 여신 데메테르이다. 로마 네로 황제의 주치의였던 디오스코리데스는 아편의 채취법과 약효를 저서에서 설명하고 있다. 이 시대 아편은 이미 진통제, 수면제로 이용되고 있었다. 일부 유흥 목적으로도 사용했지만, 거의 대부분 약용으로 사용하였다. 영어에서 아편을 뜻하는 오피움(opium)은 라틴어 이름인 opium을 따서 사용했다. 고대 유럽에서 아편의 사용은 서로마 제국의 멸망으로 일시 중단되었다.

## 산지
이전에는 동남아시아의 태국 - 라오스 - 미얀마에 걸친 "황금의 삼각지대(골든 트라이앵글)"에서 많이 재배되고 있었지만, 억제 대책이 주효하여 그 지역에서 재배는 크게 감소했다. 2009년 유엔 마약 범죄 사무소의 보고에 따르면 아편의 94 %는 아프가니스탄에서 재배되고 있다. 2010년 양귀비 병해에 의해 생산량이 감소, 아편 농장 출하액이 크게 상승했다.

## 성질

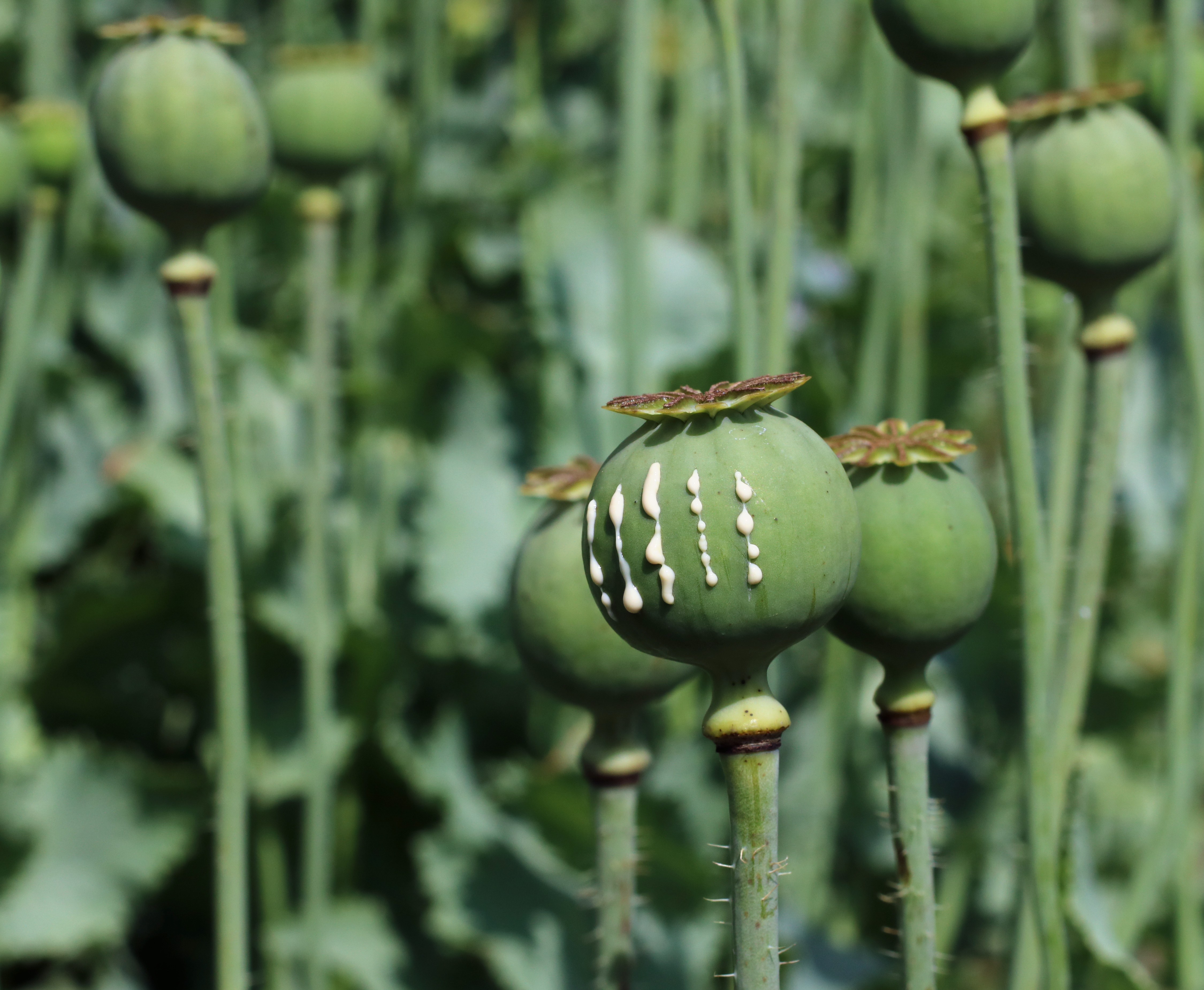
상처를 입혀 체액을 채취하는 양귀비 과실

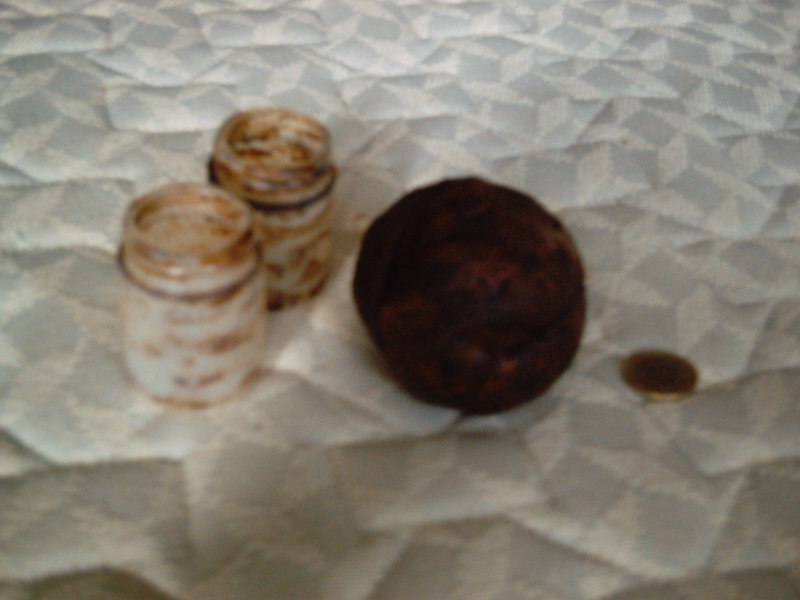
아편 200 그램.

아편을 수확하는 전통적인 방법으로는 "주걱 긁기"가 있다. 양귀비의 개화 후 10 ~ 20일이 지났을 때 꽃잎이 떨어진 미숙한 열매의 표피를 긁으면, 유액 상태의 물질을 분비한다. 이것을 긁어모아 건조 시키면 검은 찰흙 모양 반 고체가 된다. 이것이 생아편이다. 불순물을 많이 포함하고 있고, 제품화하기 위해서는 건조 등 여러 가지 공정이 소요된다. 아프가니스탄 등에서 현재도 재배되고 있지만 많은 인력을 필요로 하며, 현재는 수확한 양귀비 열매를 용액에 담가 마약 성분을 뽑아내서, 정제하는 방법이 주류이다.
아편은 약 10% 정도의 모르핀을 포함한다. 정제하지 않고 사용하는 걸죽한 액체의 의약적 효과로 매우 오래전부터 그 존재가 알려져 있다. 오늘날에는 다른 마약에 비해 마약 성질이 낮은 편에 속하지만, 과도한 복용은 환각 증상을 일으켜 중독에 이를 수 있다. 아편은 모르핀 등 많은 알칼로이드 류 (아편 알카로이드)를 포함하고 있으며, 제약 원료로 널리 이용되고 있다. 아편은 모르핀 화학체인 헤로인의 원료가 되고, 헤로인은 마약에 치우친 성분을 가지고 있기 때문에 아편보다 더 위험한 마약으로 엄격히 제한된다.

## 같이 보기
- 아편 전쟁
- 국제 연합 마약 범죄 사무소(UNODC)